# Lev Demin
Lev Stepanovich Demin em russo:  Лев Степанович Дёмин, (Moscou, 11 de Janeiro de 1926 — Cidade das Estrelas, 18 de Dezembro de 1998) foi um cosmonauta soviético que voou na missão Soyuz 15.

## Carreira
Demin recebeu seu doutorado na Academia de Engenharia da Soviet Air e a classificação de coronel na força aérea soviética. Ele fez um único voo espacial antes de sair do programa espacial em 1982 e começar as pesquisas no mar profundo. Ele morreu de câncer em 1998.
1. 1 2 3  «Cosmonaut Bio: Lev Dyomin». spacefacts.de